# Kritik av vardagslivet
Kritik av vardagslivet (Critique de la vie quotidienne) är en bok (ursprungligen utgiven i tre band) skriven 1947 av sociologen och filosofen Henri Lefebvre. Själva konceptet gällande kritik av vardagslivet skapade han dock redan på 1930-talet. Lefebvre definierade vardagslivet dialektiskt som intersektionen mellan "illusion och sanning, makt och hjälplöshet; korsningen mellan det människan kontrollerar och det hon inte kontrollerar". Boken beskrivs ibland som Lefebvres magnum opus jämte "The production of space".

## Kort beskrivning
Boken grundar en kritik av människans vardagliga upplevelser och beteenden. Lefebvre argumenterade att det i vardagslivet var en underutvecklad samhällelig sektor i jämförelse med produktions och tekniksektorn. Lefebvre menade på att kapitalismen i mitten av 1900-talet hade förändrats till den grad att vardagslivet koloniserades, och gjordes till en ren konsumtionssfär.
Vardagslivet (och dess tristess) delas av alla i samhället oavsett klass eller specialisering. Således menade Lefebvre att människorna borde ta tillbaka makten över sin tid, och sina nöjen. Utan den här typen av omvälvning av vardagen och dess monotona lunk, ansåg Lefebvre att kapitalismen kunde komma att minska vardagslivets kvalité, och förhindra människorna från att uttrycka sig och nå deras fullständiga potential. Lefebvre ansåg att kritiken av vardagslivet var mycket viktig, till följd av att han såg utvecklingen av människornas villkor som centrala för människan. Snarare än att betrakta viss, om än abstrakt "kontroll", över de givna produktivkrafterna som det verkligt essentiella.